# Кононенко Віра Костянтинівна
Віра Костянтинівна Кононенко (1 листопада 1941, село Вишневе, тепер Токмацького району Запорізької області) — українська радянська діячка, доярка колгоспу імені Леніна Токмацького району Запорізької області. Герой Соціалістичної Праці (8.04.1971). Депутат Верховної Ради СРСР 8—9-го скликань.

## Біографія
Народилася в селянській родині. У 1958 році закінчила середню школу.
У 1958—1961 роках — колгоспниця, з 1961 року — доярка колгоспу імені Леніна села Кохане Токмацького району Запорізької області.
Закінчила заочно Херсонський сільськогосподарський інститут.
Після закінчення інституту — зоотехнік колгоспу імені Леніна села Кохане Токмацького району Запорізької області.
Потім — на пенсії в селі Вишневе Токмацького району Запорізької області.

## Нагороди
- Герой Соціалістичної Праці (8.04.1971)
- два ордени Леніна (22.03.1966, 8.04.1971)
- орден Жовтневої Революції (14.02.1975)
- медаль «За доблесну працю. В ознаменування 100-річчя з дня народження Володимира Ілліча Леніна» (1970)
- мала золота медаль ВДНГ СРСР (1969)
- медалі